# Lahraj
Lahraj è uno dei sette comuni del dipartimento di Ould Yengé, situato nella regione di Guidimagha in Mauritania. Contava 7 526 abitanti nel censimento della popolazione del 2013.